# Корбули, Янош
Янош Корбули (венг. János Korbuly; 2 января 1893, Будапешт, Венгрия — 20 декабря 1976, Будапешт, Венгрия) —  венгерский инженер-механик, лауреат премии Кошута.  
Под его руководством были произведены первый в Венгрии двухтактный автомобильный двигатель, первые легковые и грузовые автомобили, а также трактор, изготовленные по лицензии John-Deere. В 1928 году он сконструировал трёхосный военный вездеход, а с 1933 года руководил проектированием прототипа полноприводного автомобиля повышенной проходимости типа АС — четырехосного автомобиля для перевозки горючего, грузоподъемностью 10 тонн. До 1945 года также руководил проектированием нескольких, позднее серийно выпускавшихся, броневиков и танков (например, «Чаба», «Туран», «Зриньи»).

## Биография
Родился 2 января 1893 года в армянской семье. Его отцом был Йожеф Корбули — также инженер-механик, создавший новый тип подшипников железнодорожных вагонов. Выдающимся механиком был и брат Яноша. Семья Корбули присутствовала во всех важных секторах венгерского транспорта на протяжении последних 125 лет.
Янош Корбули с самого раннего возраста интересовался транспортными средствами. В 16 лет под влиянием Кальмана Кандо он решил построить модель трамвая. Действующая модель с пневматическим тормозом в масштабе 1:10 была построена за два года и до сих пор находится в невредимой состоянии. Во время точной обработки мелких деталей Корбули приобрёл различные практические навыки, которые впоследствии принесли ему большую пользу.
Корбули служил техническим офицером во время Первой мировой войны. С 1916 года, будучи директором австрийского авиационного завода «Флюгцойгверк Фишаменд», он занимался производством истребителей типа «Бранденбург». Тем временем он регулярно приезжал домой и получил степень инженера-механика в Технологическом университете Йожефа Кирайи, который окончил в 1918 году.
С 1919 по 1946 год он был инженером завода Манфреда Вайса в Чепеле, с 1939 года — его техническим директором. Здесь он добился выдающихся результатов прежде всего в производстве тракторов и автомобилей. Под его руководством был изготовлен первый отечественный двухтактный двигатель для первых легковых и грузовых автомобилей, выпускаемых в Венгрии. С 1933 года он руководил разработкой полноприводного вездехода и прототипа танка В4. 
С 1948 года в должности главного инженера завода Хофер и Шранц руководил проектированием тракторов и самосвалов. С 1956 года он руководил разработкой полноприводных типов тракторов на тракторном заводе Vörös Csillag в Киспесте. Последние годы своей активной карьеры он провёл в должности главного инженера Локомотиво-машиностроительного завода «Ганц-МАВАГ».

### Занимаемые должности
Начальник авиационного завода в Фишаменди (Австрия) (1916–1918), главный инженер редакции завода «Вайс Манфред» в Чепеле (1919–1939), технический директор завода (1939–1946), главный инженер тракторного завода «Хофхерр и Шранц» (1946–1951), завода «Мелифуро Бебенезереззек», затем Венгерско-советской нефтяной компании (MASZOLAJ) и Горного научно-исследовательского института (БКИ) (1951–1956). Главный инженер Vörös Csillag Traktorgyár (1956–1960), затем главный инженер отдела производства автомобилей Ganz-Mávag Locomotives and Machines (1960–1966).

## Память
Венгерский музей технологии и транспорта запустил виртуальную выставку, обобщающую творчество Яноша Корбули, родившегося 125 лет назад в этом году, и семьи Корбули. Выставка представляет венгерское промышленное наследие в беспрецедентных деталях через историю семьи, которая добилась вечных заслуг в области венгерской обрабатывающей промышленности.